# Смык, Николай Михайлович
Николай Михайлович Смык — советский хозяйственный и государственный деятель, лауреат Государственной премии СССР за выдающиеся достижения в труде.

## Биография
Родился в 1953 году в Сумской области Украинской ССР. Член КПСС.
Окончил Конотопский индустриальный техникум.
В 1971—1974 — рабочий геологической партии в Новосибирской области.
В 1974—1976 — военнослужащий войск связи Советской армии.
В 1976—1989 — металлург, бригадир сквозной комплексной бригады Красноярского металлургического завода имени В. И. Ленина Министерства авиационной промышленности СССР.
За большой личный вклад в совершенствование техники и технологии производства был в составе коллектива удостоен Государственной премии СССР за выдающиеся достижения в труде 1987 года.
Народный депутат СССР (1989—1991). Делегат XIX конференции КПСС.
После 1991 года — старший менеджер ООО «Крамз-покар-инжиниринг», депутат Заксобрания Красноярского края, мастер предприятия по выпуску алюминиевых дисков в Дивногорске, начальник отдела Красноярского металлургического завода, первый секретарь Красноярского городского отделения КПРФ.
Участвовал в выборах депутатов Государственной Думы в 2003 году, занял 2-е место в Енисейском избирательном округе Красноярского края.
Живёт в Красноярске.

## Награды
- Орден Трудовой Славы III степени